# Catocala ardens
Catocala ardens är en fjärilsart som beskrevs av Arnold Spuler 1907. Catocala ardens ingår i släktet Catocala och familjen nattflyn. Inga underarter finns listade i Catalogue of Life.